# Very Beauty
VERY BEAUTY là đĩa đơn thứ mười ba của nhóm Berryz Koubou thuộc Hello! Project, với một phong cách nhẹ nhàng êm đềm, khác hẳn những đĩa đơn sôi động trước của họ. CD của bài hát được phát hành vào ngày 7, tháng 3, năm 2007 với nhãn hiệu PICCOLO TOWN bằng 3 phiên bản. Phiên bản thường mang số Catalog PKCP-5081, phiên bản Limited A kèm theo DVD mang số Catalog PKCP-5078, và phiên bản Limited B kèm theo một Mini-Photobook mang số Catalog PKCP-5080.
Đây cũng là đĩa đơn đầu tiên của nhóm Berryz Koubou mà Tsugunaga Momoko không phải là một trong những ca sĩ hát chính.
Một bản DVD đĩa đơn V của bài hát đã được phát hành vào ngày 28, tháng 3, năm 2007 với cùng nhãn hiệu và số Catalog PKBP-5068.

## Credit
- Sáng tác lời: Tsunku
- Dàn dựng: Suzuki Shunsuke

## Danh sách bài hát

### Trên CD thường
1. VERY BEAUTY
2. ガキ大将 (Romanji: Gaki Taishou)
3. VERY BEAUTY (Bản nhạc khí)

### Trên DVD bản có hạn
Những bản được trình diễn tại Hello! Project 2007 Winter ~Wonderful Hearts Otome Gokoro~:
1. 胸さわぎスカーレット (Romanji: Munasawagi Scarlet)
2. ファイティングポーズはダテじゃない！ (Romanji: Fighting Pose wa Date ja nai!)

### Trên đĩa đơn V
1. VERY BEAUTY
2. VERY BEAUTY (Dance Shot Ver.) (VERY BEAUTY (Bản vũ đạo))
3. メイキング映像 (Quá trình dàn dựng)

## Biểu diễn

### Những buổi biểu diễn trên truyền hình
- Ngày 04, tháng 03, năm 2007 Hello! Morning
- Ngày 09, tháng 03, năm 2007 Music Fighter
- Ngày 21, tháng 03, năm 2007 Oha Star

### Những buổi biểu diễn phối hợp
- 2007 Sakura Mankai Berryz Koubou Live ~Kono Kandou ha Nidoto Nai Shunkan de Aru~
- Berryz Koubou Concert 2007 Haru ~Zoku Sakura Mankai Golden Week -Compilation~
- Berryz Koubou Concert Tour 2007 Natsu ~Welcome! Berryz Kyuuden~
- Berryz Koubou & C-ute Nakayoshi Battle Concert Tour 2008 Haru ~Berryz Kamen vs Cutie Ranger~ - Sugaya Risako và Suzuki Airi

## Bảng xếp hạng và doanh thu trênOricon
| T. Hai | T. Ba | T. Tư | T. Năm | T. Sáu | T. Bảy | C. Nhật | Xếp hạng trong tuần | Lợi nhuận hàng tuần |
| ------ | ----- | ----- | ------ | ------ | ------ | ------- | ------------------- | ------------------- |
| -      | 6     | 10    | 13     | 14     | 17     | 25      | 11                  | 16.625              |
| 35     | 45    | 50    | -      | 48     | -      | 48      | 52                  | 2.021               |
| -      | -     | -     | -      | -      | -      | -       | 108                 | 938                 |
| -      | -     | -     | -      | -      | -      | -       | 137                 | 643                 |

Tổng doanh thu: 20.227

## Thông tin thêm
Những giọng hát chính cho "VERY BEAUTY" gồm Sugaya Risako, Natsuyaki Miyabi, và Kumai Yurina.

### Danh mục và lời bài hát
- Danh mục bài hát của Berryz Koubou từ UP-FRONT WORKS: CD Lưu trữ ngày 13 tháng 9 năm 2012 tại Wayback Machine DVD Lưu trữ ngày 29 tháng 3 năm 2008 tại Wayback Machine
- Lời bài hát từ trang projecthello.com: VERY BEAUTY, Gaki Taishou

### Địa chỉ đặt hàng
- Bản có hạn A: CD Japan, Amazon JP
- Bản có hạn B: CD Japan, Amazon JP
- Bản thường: CD Japan, Amazon JP
- DVD Đỉa đơn V: CD Japan, Amazon JP